# Saint-André-Lachamp
Saint-André-Lachamp ist eine französische Gemeinde mit 166 Einwohnern (Stand 1. Januar 2022), die im Département Ardèche und in der Region Auvergne-Rhône-Alpes liegt. Sie gehört zum Arrondissement Largentière und zum Kanton Les Cévennes Ardéchoises.

## Geographie
Die Gemeinde liegt auf einer Höhenketten zwischen den Flüssen Drobie im Norden, Beaume im Osten, Thines im Westen und Chassezac im Süden. Sie ist Teil des Regionalen Naturparks Monts d’Ardèche.

## Bevölkerung
| Jahr                       | 1962 | 1968 | 1975 | 1982 | 1990 | 1999 | 2006 | 2016 |
| -------------------------- | ---- | ---- | ---- | ---- | ---- | ---- | ---- | ---- |
| Einwohner                  | 194  | 171  | 150  | 148  | 157  | 122  | 121  | 158  |
| Quellen: Cassini und INSEE |      |      |      |      |      |      |      |      |